# Ligne 76 du tramway de Bruxelles
 (août 2023).
Si vous disposez d'ouvrages ou d'articles de référence ou si vous connaissez des sites web de qualité traitant du thème abordé ici, merci de compléter l'article en donnant les références utiles à sa vérifiabilité et en les liant à la section « Notes et références ».
La ligne 76 est une ancienne ligne de tramway du tramway de Bruxelles qui a fonctionné jusqu'au 19 mars 1970.

## Histoire
La ligne est supprimée le 19 mars 1970 et remplacée par une ligne d'autobus sous le même indice[réf. nécessaire],.